# Virginia Gregg
Virginia Gregg (* 6. März 1916 in Harrisburg, Illinois; † 15. September 1986 in Los Angeles, Kalifornien) war eine US-amerikanische Schauspielerin und Musikerin.

## Leben
Virginia Gregg war die Tochter des Geschäftsmanns Edward Gregg und der Musikerin Dewey Alphaleta Todd. Ihre Familie zog schon bald nach Pasadena um. Auf dem Pasadena Junior College begann sie, den Kontrabass zu spielen. Mit 18 hatte sie einen Auftritt als Schauspielerin im Pasadena Playhouse. Ihren ersten bezahlten öffentlichen Auftritt hatte sie im Pasadena Symphonie Orchester. Nach etwa vier Jahren verließ sie das Orchester und schloss sich mit fünf anderen Musikerinnen zu The Singing Strings zusammen. Die Gruppe hatte bald eine feste Anstellung bei CBS Radio. Dadurch bekam sie die Möglichkeit, in den damals sehr beliebten Radiohörspielen als Schauspielerin aufzutreten. Bald sprach sie hauptberuflich in diesen Hörspielen und wurde eine der, wenn nicht die meistbeschäftigte Hörspielschauspielerin in den USA. Sie hatte zum Beispiel Rollen im Lux Radio Theater, in Lum and Abner oder der Jack Benny Show; sie hatte eine Hauptrolle in One Man’s Family, einer der erfolgreichsten Radioserien der 1930er und 1940er Jahre. Sie trat auch in der Serie Gunsmoke auf. Mit ihrer Arbeit in Dragnet beeindruckte sie den Hauptdarsteller, Regisseur und Produzent dieser Hörspielreihe, Jack Webb, so sehr, dass er sie immer wieder in seinen Projekten einsetzte.
1946 hatte sie ihren ersten Filmauftritt mit einer sehr kleinen Rolle in Alfred Hitchcocks Film Berüchtigt, 1947 folgte der erste Film, in dem sie auch erwähnt wurde, nämlich Jagd nach Millionen. Danach war sie in Filmen wie Tabu der Gerechten, Casbah – Verbotene Gassen, Alle Herrlichkeit auf Erden oder Und morgen werd’ ich weinen zu sehen. Sie trat auch in mehreren Filmen von Jack Webb auf, wie Großrazzia, The D.I., D.A.: Conspiracy to Kill, Chase, Mobile 2, The 25th Man oder den verhinderten Pilotfilm Dragnet 1966. Auch Don Siegel griff mehrfach auf sie zurück: Entfesselte Jugend, Hound-Dog Man und Nur noch 72 Stunden. 1977 sprach sie in A Flintstone Christmas, einem Weihnachtsfilm der Serie Familie Feuerstein. Virginia Gregg sprach neben Jeanette Nolan und Paul Jasmin  auch die Figur der Norma Bates in Hitchcocks Klassiker Psycho, dabei wurden die Stimmen der drei Schauspieler abgemischt, um die Stimme der Mutter möglichst geheimnisvoll wirken zu lassen. Auch in Psycho II und in ihrem letzten Film Psycho III lieh Gregg der Norma Bates ihre Stimme, bei diesen Filmen allerdings als einzige.
Ihren ersten Auftritt in einer Fernsehserie hatte Virginia Gregg 1952 in Jack Webbs Serie Polizeibericht; bis 1970 kam sie in dieser Serie und der gleichnamigen Nachfolgeserie auf 23 Auftritte in Gastrollen. Auch in anderen Serien von Jack Webb wie 77 Sunset Strip, Temple Houston, O’Hara, U.S. Treasury, Notruf California, Adam–12, Sam oder Project U.F.O. hatte sie zumeist mehrere Gastauftritte. Aber auch sonst war sie eine vielbeschäftigte Seriendarstellerin. Neben Serien, bei denen sie vorher schon in deren Hörspielzeiten mitgespielt hatte, wie zum Beispiel Rauchende Colts, Richard Diamond, Privatdetektiv, Dr. Kildare oder Have Gun – Will Travel war sie auch in Serien wie Alfred Hitchcock präsentiert, Lassie, Maverick, Perry Mason,  Twilight Zone, Bonanza,  Die Leute von der Shiloh Ranch, Auf der Flucht, The Addams Family, Columbo, Verliebt in eine Hexe, Kobra, übernehmen Sie, Alias Smith und Jones, Kung Fu, Detektiv Rockford – Anruf genügt, Die Straßen von San Francisco, Die Waltons, Drei Engel für Charlie oder Der Denver-Clan zu sehen. Auch an Trickfilmserien war sie beteiligt. So sprach sie die Tarra in The Herculoids und in der Nachfolgeserie Space Stars.
Synchronisiert wurde Virginia Gregg unter anderem von Alice Treff, Elfe Schneider, Bettina Schön, Marianne Wischmann, Elisabeth Ried, Gisela Trowe und Hannelore Minkus.
Virginia Gregg war von 1947 oder 1948 bis Ende 1959 mit dem Regisseur und Produzenten Jaime Del Valle verheiratet. Mit ihm hatte sie die drei Söhne Gregg, Jaime und Ricardo. Sie soll auch ab 1937 mit dem Musiker Louis Butterman und ab 1962 mit Flavius Otto Burket verheiratet gewesen sein. Sie starb 1986 an Lungenkrebs.

## Filmografie (Auswahl)

### Filme
- 1946: Berüchtigt (Notorious)
- 1947: Jagd nach Millionen (Body and Soul)
- 1947: Tabu der Gerechten (Gentleman’s Agreement)
- 1948: Casbah – Verbotene Gassen (Casbah)
- 1952: Sein großer Kampf (Flesh and Fury)
- 1954: Großrazzia (Dragnet)
- 1955: Alle Herrlichkeit auf Erden (Love Is a Many-Splendored Thing)
- 1955: Und morgen werd’ ich weinen (I’ll Cry Tomorrow)
- 1956: Entfesselte Jugend (Crime in the Streets)
- 1956: Die erste Kugel trifft (The Fastest Gun Alive)
- 1958: Torpedo los! (Torpedo Run)
- 1959: Der Galgenbaum (The Hanging Tree)
- 1959: Unternehmen Petticoat (Operation Petticoat)
- 1959: Hound-Dog Man
- 1960: Psycho
- 1960: Früchte einer Leidenschaft (All the Fine Young Cannibals)
- 1963: Sommer der Erwartung (Spencer’s Mountain)
- 1966: Höchster Einsatz in Laredo (A Big Hand for the Little Lady)
- 1968: Nur noch 72 Stunden (Madigan)
- 1969: Pulver und Blei (Heaven With a Gun)
- 1970: Die Frau des Anderen (A Walk in the Spring Rain)
- 1974: Giganten am Himmel (Airport 1975)
- 1976: Kein Weg Zurück (No Way Back)
- 1978: Little Women (Fernsehfilm)
- 1981: S.O.B. – Hollywoods letzter Heuler (S.O.B.)
- 1983: Psycho II
- 1986: Psycho III

### Fernsehserien
- 1952–1970: Polizeibericht (Dragnet, 23 Folgen)
- 1953–1962: General Electric Theater (5 Folgen)
- 1955: The Public Defender (Folge 2x22)
- 1955–1957: The Lineup (Folgen 1x27 und 3x20)
- 1955–1965: Alfred Hitchcock präsentiert (7 Folgen)
- 1957: Lassie (Folge 3x31)
- 1958: Richard Diamond, Privatdetektiv (Richard Diamond, Private Detektive, Folge 2x10)
- 1958: Dezernat M (M Squad, Folge 2x05)
- 1958–1959: Sugarfoot (Folgen 1x17 und 2x20)
- 1958–1959: Josh (Wanted Dead or Alive, Folgen 1x16 und 2x02)
- 1958–1961: Abenteuer im wilden Westen (Dick Powell’s Zane Grey Theater, Folgen 3x03 und 5x25)
- 1958–1961: Maverick (Folgen 1x19, 3x01 und 4x20)
- 1958–1962: Have Gun – Will Travel (Folgen 2x08 und 5x26)
- 1958–1965: Perry Mason (4 Folgen)
- 1958–1969: Rauchende Colts (Gunsmoke, 7 Folgen)
- 1959: Kein Fall für FBI (The Detectives, Folge 1x03)
- 1959–1964: Tausend Meilen Staub (Rawhide, Folgen 1x16, 5x23 und 6x25)
- 1960: New Orleans, Bourbon Street (Bourbon Street Beat, Folge 1x15)
- 1960: The Westerner (Folge 1x11)
- 1960: Bronco (Folge 2x19)
- 1961–1962: Calvin and the Colonel (26 Folgen)
- 1961–1962: Hawaiian Eye (Folgen 3x01, 3x38 und 4x11)
- 1961–1964: 77 Sunset Strip (4 Folgen)
- 1961–1966: Dr. Kildare (Folgen 1x14 und 5x54)
- 1962: Lawman (Folge 4x26)
- 1962: The Real McCoys (Folge 5x28)
- 1962–1965: Hazel (5 Folgen)
- 1962–1966: Ben Casey (7 Folgen)
- 1963: Temple Houston (Folge 1x08)
- 1963–1964: Twilight Zone (The Twilight Zone, Folgen 4x07 und 5x25)
- 1964: Bonanza (Folge 6x05)
- 1964: Katy (The Farmer’s Daughter, Folge 2x15)
- 1964–1970: Die Leute von der Shiloh Ranch (The Virginian, 4 Folgen)
- 1965: Mein Onkel vom Mars (My Favorite Martian, Folge 2x16)
- 1965: Auf der Flucht (The Fugitive, Folge 2x28)
- 1965: Meine drei Söhne (My Three Sons, Folgen 6x02 und 6x03)
- 1965: The Addams Family (Folge 2x11)
- 1967: The Herculoids (Folge 1x08)
- 1967–1969: Big Valley (The Big Valley, Folgen 2x20 und 4x26)
- 1968: Daniel Boone (Folge 4x17)
- 1968: Columbo: Mord nach Rezept (Prescription: Murder)
- 1969: Verliebt in eine Hexe (Bewitched, Folge 5x14)
- 1969–1970: The Bold Ones: The New Doctors (Folgen 1x01 und 2x02)
- 1969–1971: Mannix (Folgen 3x02 und 4x22)
- 1969–1974: Der Chef (Ironside, 4 Folgen)
- 1970: The Bold Ones: The Lawyers (Folge 2x04)
- 1970–1975: Adam–12 (6 Folgen)
- 1971: Kobra, übernehmen Sie (Mission: Impossible, Folge 6x07)
- 1971: Owen Marshall – Strafverteidiger (Owen Marshall: Counselor at Law, Folge 1x14)
- 1972: Alias Smith und Jones (Alias Smith and Jones, Folge 2x20)
- 1972–1974: Dr. med. Marcus Welby (Marcus Welby, M.D., Folgen 3x19 und 6x11)
- 1972–1975: Notruf California (Emergency!, 6 Folgen)
- 1973: Kung Fu (Folge 1x14)
- 1973–1974: Cannon (Folgen 3x01, 3x22 und 4x03)
- 1974: Happy Days (Folge 2x03)
- 1974–1975: Der Sechs-Millionen-Dollar-Mann (The Six Million Dollar Man, Folgen 1x01, 2x04 und 3x02)
- 1974–1977: Make-up und Pistolen (Police Woman, Folgen 1x02, 3x07 und 4x06)
- 1975: Detektiv Rockford – Anruf genügt (The Rockford Files, Folge 1x22)
- 1975–1977: Die Straßen von San Francisco (The Streets of San Francisco, Folgen 3x16, 4x16 und 5x16)
- 1976: Die knallharten Fünf (S.W.A.T., Folge 2x21)
- 1976–1978: Die Waltons (The Waltons, Folgen 4x23 und 6x19)
- 1977: Der Mann aus Atlantis (Man From Atlantis, Folge 1x01)
- 1978: Project U.F.O. (Folgen 1x04 und 1x13)
- 1979: Lou Grant (Folge 2x23)
- 1980: Drei Engel für Charlie (Charlie’s Angels, Folge 4x13)
- 1981: Space Stars (11 Folgen)
- 1983: Trapper John, M.D. (Folge 4x13)
- 1983: Der Denver-Clan (Dynasty, Folge 4x01)